# Парраттарна I
Парраттарна I — цар Мітанні, правив після Шуттарни I, відомий по великому надпису Ідрімі, царя Алалаха. Ідрімі був змушений тікати від своїх ворогів в Емар на Євфраті — мабуть, в мітаннійські володіння — і згодом був відновлений на престолі Алалаха за допомогою Параттарни. З цього часу слід датувати початок проникнення мітаннійського впливу на Сирію.